# György Pólik
György Pólik, né le 9 septembre 1939, à Budapest, en Hongrie, est un ancien joueur hongrois de basket-ball.